# Almost seventeen
Albums de Crystal Kay
637 -always and forever-
(2001) 4 Real
(2003)
Singles
Almost seventeen est le 3e album de la chanteuse Crystal Kay, sorti sous le label Sony Music Entertainment Japan le 23 octobre 2002 au Japon. Il atteint la 2e place du classement de l'Oricon, et reste classé pendant 59 semaines, pour un total de 354 910 exemplaires vendus. Il est sorti le même jour que le single Girl U Love.

## Liste des titres
| 1.  | Hard to Say                            | Crystal Kay, SPHERE of INFLUENCE, SORA3000, ☆Taku Takahashi et H.U.B. | ☆Taku Takahashi                      | 4:49 |
| 2.  | Missin'U,baby                          | EMI K. Lynn                                                           | T.KURA and MICHICO                   | 4:15 |
| 3.  | Girl U Love                            | EMI K. Lynn                                                           | T.KURA, MICHICO                      | 4:25 |
| 4.  | Shooting star dust                     | Saeko Nishio                                                          | Gota Yamamoto                        | 4:33 |
| 5.  | Boyfriend (What Makes Me Fall In Love) | Saeko Nishio                                                          | Sylvia Bennett-Smith, Reed Vertelney | 4:13 |
| 6.  | Hide'n'Seek                            | Shungo.                                                               | T.KURA, MICHICO                      | 3:52 |
| 7.  | You're my fate                         | Masumi Kawamura                                                       | Chikuzen Sato                        | 5:10 |
| 8.  | Love Of A Lifetime                     | Laney Stewart, Sylvia Bennett-Smith                                   | Laney Stewart, Sylvia Bennett-Smith  | 4:00 |
| 9.  | Attitude                               | Kawamura Masumi                                                       | AKIRA                                | 3:16 |
| 10. | Move On                                | Shoko Fujibayashi                                                     | U-ske Asada                          | 4:13 |
| 11. | A Song For You                         | Emi K.Lynn                                                            | T.KURA, MICHICO                      | 4:41 |
| 12. | Think of U                             | Crystal Kay, Nishio Saeko                                             | T.KURA, MICHICO                      | 4:54 |
| 13. | Feel The Same?                         | Big-O, MICHICO, Crystal Kay                                           | WATARAI, MICHICO                     | 4:20 |